# Diocees Hispania

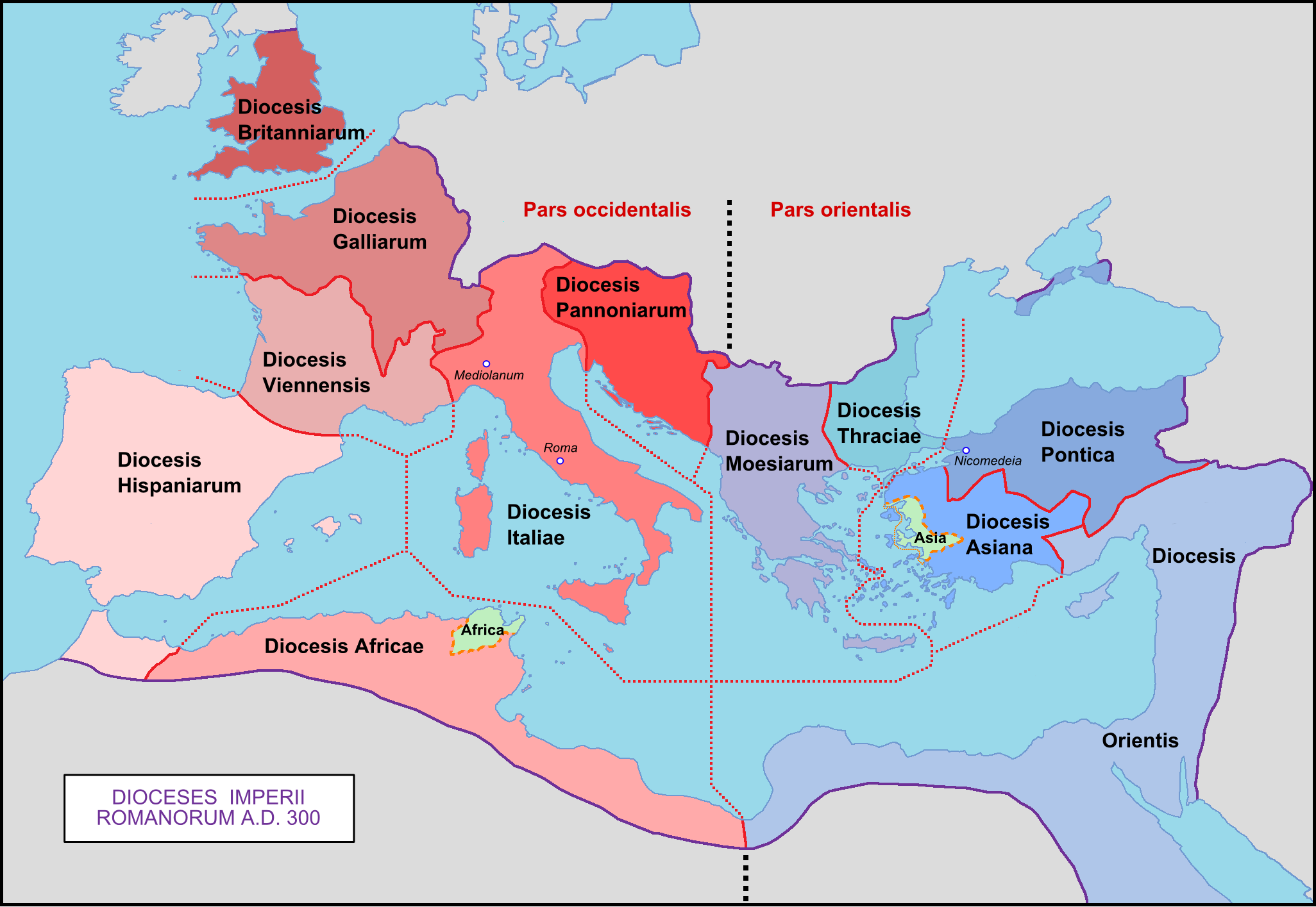
Romeins bisdom van ongeveer 293 tot 337

Provincies van Hispania onder Diocletianus (Mauretania Tingitana en Hispania Balearica niet getoond)

Diocees Hispania (Latijns: Diocesis Hispaniarum) was een  late antiek administratieve eenheid (Dioceses) van het Romeinse Rijk op het Iberische schiereiland. Het bestond van 298 tot ongeveer 460 na Christus. De hoofdstad was Augusta Emerita. Het bisdom werd bestuurd door een vicaris die verantwoordelijkheid verschuldigd was aan de prefect van Pretoriaanse prefectuur van Gallië.

## Organisation
Het diocees Hispania bestond uit de volgende zes provincies:
- Hispania Baetica
- Lusitania
- Hispania Carthaginensis
- Gallaecia
- Hispania Tarraconensis
- Mauretania Tingitana (in North Africa)

De Balearische Eilanden werden in de 4e eeuw losgemaakt van Tarraconensis als de onafhankelijke provincie Hispania Balearica en werd de zevende provincie binnen het diocees Hispania.

## Geschiedenis
Het Romeinse Rijk was aanvankelijk verdeeld in 46 provincies, die rond 300 na Christus door Diocletianus werden onderverdeeld in 101 provincies, die op hun beurt werden gegroepeerd in 12 diocessen. Bij de verdeling van het rijk in 395 werd de structuur veranderd in vier prefecturen, 15 diocessen en 119 provincies. Met de komst van de Barbaarse volken als de Vandalen, Alanen en Sueven in 409 kwam een proces op gang waardoor het diocees geleidelijk ten onder ging. Hoewel de Romeinse administratie op sommige plaatsen nog een tijd bleef bestaan was de bestuursstructuur tegen het midden van de 5e eeuw opgeheven of sterk verzwakt.